# Exel
Pour les articles homonymes, voir EXEL (homonymie).
 (mars 2025).
Si vous disposez d'ouvrages ou d'articles de référence ou si vous connaissez des sites web de qualité traitant du thème abordé ici, merci de compléter l'article en donnant les références utiles à sa vérifiabilité et en les liant à la section « Notes et références ».
Exel est un village situé dans la commune néerlandaise de Lochem, qui se situe dans la province de Gueldre. Le 1er janvier 2006, le village comptait 370 habitants au dernier recensement[Quoi ?]. 